# Siilitie
Siilitie (szw. Igelkottsvägen) – naziemna stacja metra helsińskiego obsługująca północną część dzielnicy Herttoniemi we wschodnich Helsinkach. Jest jedną z najstarszych stacji; została oddana do użytku 1 czerwca 1982 roku. Zaprojektowali ją Jaakko Ylinen i Jarmo Maunula. Samą budowę stacji ukończono w 1972 roku, obecnie planowana jest jej gruntowna renowacja, której koszty szacuje się na prawie 6 milionów euro.
Siilitie znajduje się pomiędzy stacjami Herttoniemi oraz Itäkeskus.